# Finale in St. Petersburg
Finale in St. Petersburg (The Emperor’s Candlesticks zu deutsch: Die Kerzenleuchter des Kaisers) ist ein US-amerikanisches Filmdrama mit William Powell und Luise Rainer. Regie führte George Fitzmaurice. In Österreich erschien der Film unter dem Titel Es begann mit einem Kuß. Der Film basiert auf dem Roman The Emperor’s Candlesticks von Baroness Orczy aus dem Jahr 1899. Die Geschichte handelt von den Abenteuern von Spionen verfeindeter Lager, die sich ineinander verlieben, während sie den titelgebenden Kerzenleuchtern – und den darin versteckten Papieren – durch das Europa der Wende zum 20. Jahrhundert folgen.

## Handlung
Während eines Inkognitobesuchs in Wien wird der russische Großfürst Peter (Robert Young) von der schönen Maria (Maureen O’Sullivan) von einem Maskenball weggelockt und findet sich als Gefangener polnischer Nationalisten wieder. Peter wird gezwungen, einen Brief an seinen Vater, den russischen Zaren, zu schreiben. Er bietet einen Austausch gegen Marias Vater, der zum Tode verurteilt wurde, an.
Da ihre vorherigen Gnadengesuche abgefangen wurden und den Zaren nie erreichten, beauftragen die Polen den Geheimagenten Baron Stephan Wolensky (William Powell), den Brief zu überbringen. Unterdessen beauftragt Oberst Pavloff (Frank Reicher), der Chef der russischen Geheimpolizei, seine eigene Agentin, Gräfin Olga Mironova (Luise Rainer), Dokumente nach Russland zu bringen, die Wolensky als feindlichen Agenten belasten, darunter auch ein Haftbefehl.
Da Wolensky bereits nach Sankt Petersburg reist, bittet ihn sein Freund, Prinz Johann (Henry Stephenson), einer Prinzessin ein Paar verzierte Kerzenleuchter zu überbringen. Jeder der Kerzenleuchter hat ein Geheimfach. Der Baron legt heimlich in eines der Geheimfächer den Brief. Später, als Prinz Johann Gräfin Mironova amüsiert, indem er ihr die ungewöhnliche Eigenschaft der Kerzenleuchter zeigt, legt sie ihre Dokumente in das andere und überredet den Prinzen, ihr das Paar Kerzenleuchter anzuvertrauen. Als Wolensky hiervon erfährt, macht er sich auf die Suche.
Eine Komplikation entsteht als Mironovas Dienstmädchen Mitzi Reisenbach (Bernadene Hayes) und ihr Liebhaber Anton (Donald Kirke) ihren Schmuck und die Kerzenleuchter stehlen. Als sie die Kerzenleuchter zuerst nach Paris und dann nach London verfolgen, gestehen Wolensky und Mironova einander, dass sie auf unterschiedlichen Seiten stehen. Es hindert sich aber nicht, sich ineinander zu verlieben.
Schließlich werden die Kerzenständer versteigert. Die Gräfin gibt das höchste Gebot ab. Da aber nur Bargeld als Zahlungsmittel akzeptiert wird, kann sie die Kerzenleuchter nicht bezahlen. Der Baron löst das Problem, indem er anbietet, den Kaufpreis gemeinsam aufzubringen und jeder bekommt einen Kerzenständer. Wolensky wählt den, von dem er glaubt, dass er den mit seinem Brief hat. Er wählte den Falschen. Er findet und liest sein eigenes Todesurteil. Als Mironova versucht, die Kerzenständer auszutauschen, lehnt Wolensky ab. Sie bietet dann an, beide Dokumente zu liefern, während Wolensky sicher außerhalb Russlands bleibt. Er vertraut ihr nicht, aber da er den Preis ihres Versagens kennt, bietet er ihr an, ihr ihre Papiere zurückzugeben, sobald er Peters Brief sicher zugestellt hat.
Unterdessen werden die polnischen Patrioten wegen der langen, unerklärlichen Verzögerung unruhig. Korum (Douglass Dumbrille) ist dafür, Peter zu töten, doch Maria überredet die anderen, zu warten, bis sie von Wolensky hören. Peter lauscht und ist erfreut. Der Zar begnadigt Marias Vater und lässt ihn im Austausch für seinen Sohn frei.
In St. Petersburg verhaftet Pavloff Miranova in ihrer Villa. Als Wolensky mit ihren Dokumenten dort auftaucht, wirft sie in den Kamin. Pavloff bringt sie beide vor den Zaren. Der Herrscher Russlands lässt das verliebte Paar großzügig frei und sie beschließen zu heiraten.

## Rezeption
Laut Aufzeichnungen von MGM spielte der Film in den USA und Kanada 733.000 Dollar ein, in anderen Märkten 600.000 Dollar, was einem Gewinn von 259.000 Dollar entspricht.
Bosley Crowther lobte den Film in seiner Kritik für The New York Times vom 9. Juli 1937: „Die Baronin Orczy, eine der verdienstvollsten Adligen der Unterhaltungsliteratur, wurde selten, wenn überhaupt, einer schöneren Leinwandbehandlung erfreut … Die Produzenten haben einer abgedroschenen Geschichte um Intrigen und Spionage lässiges Leben eingehaucht, indem sie die Handlung brillant und unvermittelt wie einen knallenden Champagnerkorken bei einem Maskenball in Wien beginnen ließen und sie auf eine Reise durch die Hauptstädte dieser Welt führten, die … ein absolut zauberhaftes Sankt Petersburg umfasst, auf das der Schnee in großen, weichen, flaumigen, tschechowschen Flocken fällt – und was, wenn es Cornflakes sind? Ein entzückender sommerlicher Film, voller romantischer Begegnungen in kontinentalen Bahnhöfen, dem Pfeifen mitteleuropäischer Lokomotiven, der erstaunlichen altmodischen Einfachheit der europäischen Vorkriegspolitik, in der es nichts Komplizierteres gibt als Geheimdokumente, versteckte Fächer in silbernen Kerzenleuchtern, Dominosteine aus schwarzem Netz und Streichorchester... ein Film, der einen von der Welt und dem Wetter ablenkt. William Powell ist ein großartiger Pole und Baron... Die anderen haben ebenso recht. Robert Young ist in seiner Rolle als empfänglicher Zarensohn ein Triumph großherzoglichen Make-ups und Auftretens; Maureen O’Sullivan, mit der aus ihrem Haar gekämmten Baumrinde, ist in ihrer Rolle als polnische Schönheit charmant und mutig... Frank Morgan... ist angenehm Frank Morgan-haft; Henry Stevenson... ist großartig in der Rolle desjenigen, den die Sowjets mit Sicherheit einen dekadenten Aristokraten nennen würden. Und die Liste geht weiter... Die Geschichte ist die alte über die beiden Geheimagenten, die sich auf sich überschneidenden Missionen ineinander verlieben, und ihre Wirkung beruht auf Handlungsmanipulationen, die so durchdacht und formell sind wie ein Ballett, aber in diesem Fall wird sie geschickt und plausibel erzählt, mit einer Fülle rein filmischer Ausschmückungen. Eine Bestandsaufnahme ihrer Vorzüge muss eine reichhaltige und geschmackvolle Produktion, Regiefinesse, geschickte redaktionelle Verbindung von Szene zu Szene und Lässigkeit und Anmut des Schauspiels umfassen – all dies zusammen macht „The Emperor’s Candlesticks“ zu einer der angenehmsten Überraschungen des Sommers.“

## Produktion
Jeremy Arnold von TCM meint dazu: „Das Studio hat enorme Summen an Geld und Mühe in den Film gesteckt, eine echte Spitzenproduktion mit einer beeindruckenden Besetzung und prächtigen Kulissen und Kostümen... Heute ist es diese glänzende Starbesetzung, die in der vollen MGM-Behandlung‚ The Emperor’s Candlesticks so unterhaltsam macht.“
Das Verdienst für die Qualitäten, die Bosley Crowther seinerzeit hoch lobte (siehe oben), gebührt: Produzent John W. Considine Jr., Regisseur Geo. Fitzmaurice, assistiert von Edward Woehler, Kameraleute Harold Rosson und Oliver T. Marsh (nicht namentlich genannt), Filmeditor Conrad A. Nervig, Art Director Cedric Gibbons, assistiert von Daniel B. Cathcart und Edwin B. Willis, Kostüme von Gilbert Adrian, Musik von Franz Waxman. Die Drehbuchautoren Harold Goldman, Monckton Hoffe und Herman J. Manckiewiz arbeiteten nach dem Roman von Baroness Orczy, mit zusätzlichen Dialogen von Hugh Mills, John Meehan und Erich von Stroheim.
Dies war der dritte – und letzte – Film mit Luise Rainer und William Powell in den Hauptrollen. Der erste war eine romantische Komödie mit dem Titel Escapade (1935). Rainier gewann in ihren zweiten gemeinsamen Film den Oscar als Beste Schauspielerin für ihre Darstellung der Anna Held neben Powell als Florenz Ziegfeld in Der große Ziegfeld (1936).
Bereits ein Jahr zuvor wurde der Roman von Karl Hartl als Die Leuchter des Kaisers in Österreich verfilmt, mit Sybille Schmitz, Karl Ludwig Diehl und Johannes Heesters in den Hauptrollen.

## Synchronisation
Eine Synchronisation fand 1998 statt. Möglicherweise ist es die einzige Synchronisation und aufgrund der deutschsprachigen Verfilmung im Jahr zuvor wurde diese Film in Deutschland nicht gezeigt.
| Darsteller          | Sprecher               | Rolle                  |
| ------------------- | ---------------------- | ---------------------- |
| William Powell      | Helmut Gauß            | Baron Stephan Wolensky |
| Barnett Parker      | H. H. Müller           | Albert                 |
| Donald Kirke        | Udo Schenk             | Anton                  |
| Frank Morgan        | Wolfgang Völz          | Baron Suroff           |
| Maude Turner Gordon | Eva-Maria Werth        | Concierge              |
| Ian Wolfe           | Georg Tryphon          | Diener                 |
| Luise Rainer        | Vera Müller-Weidner    | Gräfin Olga Mironova   |
| Robert Young        | Frank Schröder         | Grand Duke Peter       |
| Maureen O’Sullivan  | Marina Krogull         | Maria Orlich           |
| Bernadene Hayes     | Ulrike Mai             | Mitzi Reisenbach       |
| Frank Reicher       | Eberhard Prüter        | Pawloff                |
| Henry Stephenson    | Friedrich Schoenfelder | Prinz Johann           |
| Bert Roach          | Hans Teuscher          | Rezeptionist           |
| Paul Porcasi        | Klaus Jepsen           | Santuzzi               |
| Douglass Dumbrille  | Bodo Wolf              | Verschwörer            |